# Bestefar (album)
Bestefar är ett musikalbum med Øystein Sunde, utgivet 2016 av skivbolaget Spinner Records. Albumet inspelades i Fagerborg Studio i Oslo, "Det må du bare huske på" (2005), "Sa Dem" (2008) och bonusspåret "Fjøsprat", Rainbow Studio i Oslo 2014–2016, (spår 1, 3–8, 11, 12) och i Snaxville Studio i Skogbygda, "Johnny B Goode på sjukehjem" 2016.

## Låtlista
1. "Du er på Youtube nå" – 2:59
2. "Johnny B Goode på sjukehjem" ("Johnny B. Goode" av Chuck Berry) – 3:40
3. "Stussen på Tutten" – 3:11
4. "Jeg hogger gjerne ved" – 1:47
5. "Foggy Mountain Breakdown" (Earl Scruggs) – 2:42
6. "Pertentlig i Bentley" – 3:40
7. "Dødsbo" ("Dødsøt" av Ravi/DJ Løv) – 2:48
8. "Gamle havlvveis glemte ord" – 3:31
9. "Sa dem" – 2:23
10. "Det må du bare huske på" – 2:28
11. "Å, så deilig det skal bli" – 3:39
12. "Fjøsprat" – 1:59 (bonusspår)

- Alla låtar skrivna av Øystein Sunde där inget annat anges.

## Medverkande
Musiker
- Øystein Sunde – sång, akustisk gitarr, elektrisk gitarr, ukulele
- Tom Steinar Lund – akustisk gitar (spår 3, 7, 8)
- Sveinung Hovensjø – basgitarr (spår 3, 7, 8, 10)
- Birger Mistereggen – percussion (spår 3, 7, 8)
- Knut Riisnæs – saxofon (spår 3)
- Olaf Kamfjord – kontrabas (spår 2, 4, 5, 6, 7, 9, 11)
- Terje Kinn – banjo, körsång (spår 5, 9)
- Øystein Fosshagen – fiol (spor 5, 6, 9, 11); mandolin (spor 4, 6)
- Knut Hem – dobro, (spår 5, 9), trummor (spår 2, 6)
- Stein Bull-Hansen – mandolin (spår 9)
- Ingrid Bjørnov – sång (spår 6)
- Per Frydenlund – sopransaxofon) (spår 1)
- Børre Frydenlund – tenorbanjo (spår 1)
- Christian Frank – basaxofon (spår 1)
- Stian Carstensen – dragspel (spår 5, 7), steelgitarr (spår 6)
- Petter Baarli – elektrisk gitarr (spår 2)
- Reidar Larsen – piano (spår 2)
- Per Hillestad – trummor (spår 10)
- Kari Iveland – körsång (spår 3, 7)
- Marian Lisland – körsång (spår 3, 7)
- Jens Christian Bugge Wesseltoft – dragspel (spår 10)

Produktion
- Øystein Sunde – musikproducent
- Jan Erik Kongshaug – ljudtekniker (spår 1, 3, 4, 5, 6, 7, 8, 11, 12)
- Per Sveinson – ljudtekniker (spår 9, 10)
- Henrik Maarud – ljudtekniker (spår 2)